# Климеев, Виктор Олегович
Виктор Олегович Климеев (16 января 1990, Оренбург, СССР) — российский футболист, защитник.
Воспитанник «Газовика» Оренбург. В марте 2007 перешёл в ЦСКА. В 2007 году провёл 11 матчей в турнире дублёров, в 2008 — 24 матча в молодёжном первенстве, забил два гола. Летом 2009 был отдан в аренду до конца года в «Крылья Советов», сыграл 8 матчей, забил один гол в молодёжном первенстве. 2010 год провёл на правах аренды в клубе второго дивизиона «Носта» Новотроицк, в 18 матчах забил один гол. Перед сезоном 2011/12 перешёл в «Машук-КМВ» Пятигорск, но за полтора года сыграл только три матча в конце апреля — начале мая 2011 — две игры в первенстве ПФЛ, одну — в Кубке России. Сезон 2012/13 вновь провёл в «Носте». 2014 год отыграл в клубе ЛФЛ «Дальстройиндустрия» Комсомольск-на-Амуре, провёл матч 1/256 Кубка России против «Смены» К/А (0:0, 4:5, пен.), не забил послематчевый пенальти. В 2015 году выступал в первой лиге Латвии за клуб «1625 Лиепая» и в чемпионате Эстонии за «Пайде». В 2016 вновь играл за «Дальстройиндустрию», играл против «Смены» К/А (4:2) в 1/128 Кубка России.